# Vijay Mallya

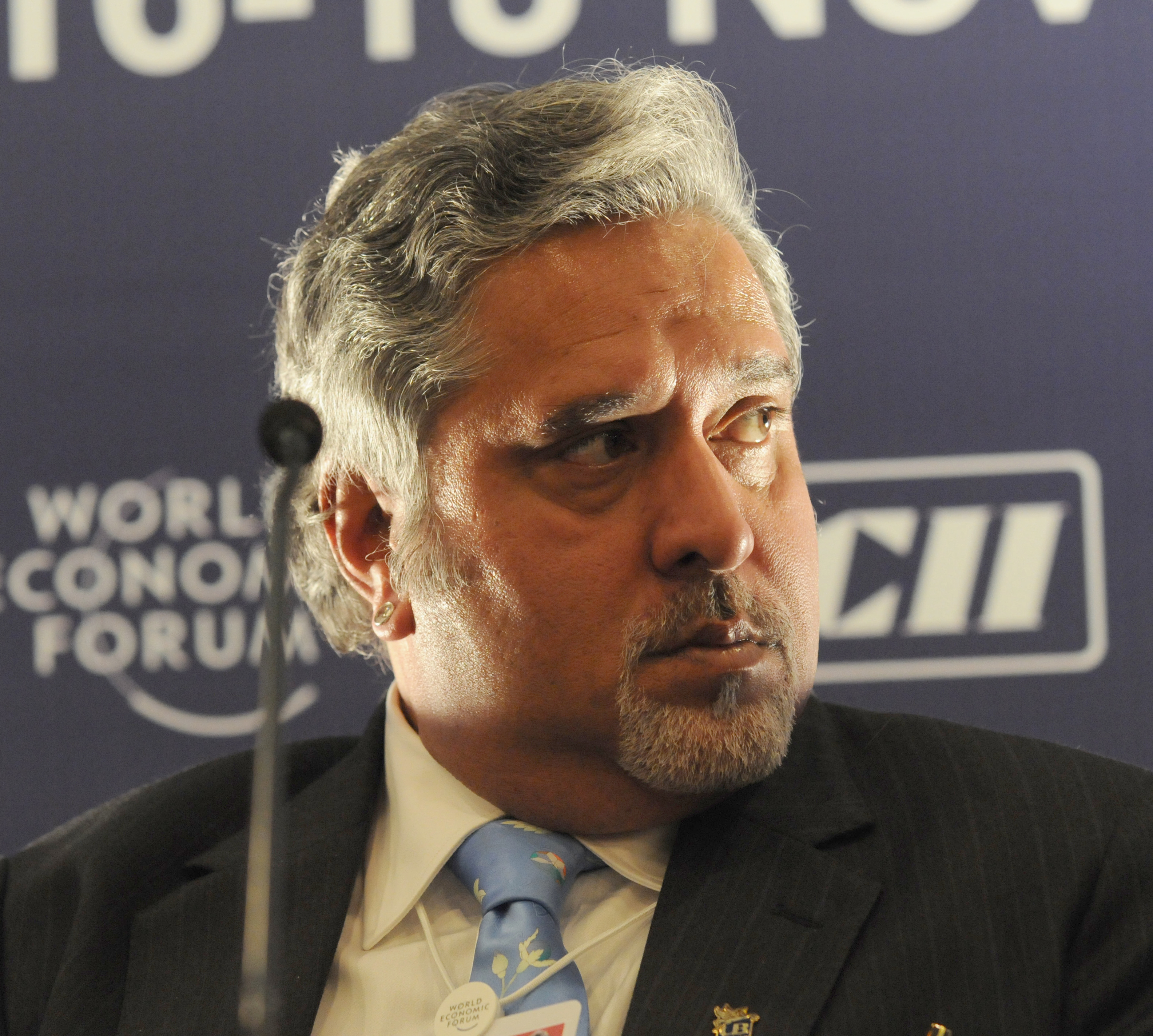
Vijay Mallya (2008)

Vijay Mallya (kannada ವಿಜಯ ಮಲ್ಯ, * 18. Dezember 1955 in Bantwal bei Mangalore) ist ein indischer Unternehmer, Mitglied der Parlamentskammer Rajya Sabha, Manager und Multimillionär. Das Forbes-Magazin schätzte im Oktober 2013 sein Gesamtvermögen auf etwa 750 Millionen US-Dollar.

## Leben
Mallyas Vater Vittal Mallya baute die Niederlassung des deutschen Chemieunternehmens Hoechst in Indien auf.
Vijay Mallya absolvierte das College La Martiniere Calcutta sowie die University of Calcutta und schloss sein Studium mit einem Bachelor of Commerce (BCA) ab. Bereits im Alter von 18 Jahren bekam er im Unternehmen seines Vaters einen Direktorenposten.
Seit 1983 stand er an der Spitze einer Reihe von Unternehmen, darunter UBICS Inc., USA, Herbertsons Ltd., Mendocino Brewing Co. Inc., Hoechst Marion Roussel Ltd., India, Mangalore Chemicals & Fertilizers, Bayer CropScience Ltd. und vor allem der United Brewery Group, der er noch immer vorsteht. 2005 gründete er die indische Fluggesellschaft Kingfisher Airlines Ltd. Mallyas Fluglinie Kingfisher soll ab 2012 nach „Forbes“-Angaben mit zwei Milliarden Dollar verschuldet sein. Anfang Oktober 2012 wurde der Flugbetrieb eingestellt, weil die Mitarbeiter wegen ausstehender Löhne streikten. Auch die Fluglizenz wurde vorübergehend suspendiert. Nach Medienberichten wollte Mallya Teile seines Unternehmens United Spirits, dem führenden Whisky-Brenner Indiens, an Diageo verkaufen, um die Fluglinie zu retten. Einen Teil des Formel-1-Teams Sahara Force India hat Mallya bereits abgetreten. Anfang Januar 2013 gab die indische Regierung jedoch bekannt, dass die Lizenz verfallen sei.
Über seine wirtschaftlichen Aktivitäten hinaus engagiert er sich im Vorstand des Institute of Economic Studies (India) und der Federation of the Indian Chamber of Commerce and Industries und ist Mitglied des Oberhauses des indischen Parlaments. Im Mai 1999 wurde er zum Mitglied der „Leading Intellectuals of the World“ berufen.
Zusammen mit dem Niederländer Michiel Mol gründete er die Orange-India-Holding, die im September 2007 das Formel-1-Team Spyker übernahm, welches nun den Namen Sahara Force India Formula One Team trug und dessen Teamchef er war. Am 2. August 2018 wurde der insolvente Force-India-Rennstall vom kanadischen Unternehmer Lawrence Stroll übernommen und tritt ab der Saison 2021 mit Aston Martin als Werksteam mit britischer Lizenz an. Außerdem ist er Eigentümer des indischen Cricket-Teams Royal Challengers Bangalore.
Die University of California in Irvine verlieh ihm ehrenhalber den Doktor in Business Administration.
Mallya ist seit 2006 Eigner der Yacht Indian Empress, welche ihren Stapellauf im Jahr 2000 hatte. Sie gehört zu den 50 größten Yachten der Welt.
Im März 2016 war es in der indischen Öffentlichkeit nicht klar, ob es sich bei einer Auslandsreise nach Großbritannien um eine normale Aktivität handelt, oder ob Mallya wegen der 1,3 Milliarden US-Dollar Schulden aus dem finanziellen Kollaps seiner Airline aus dem Land geflohen ist. Sieben indische Banken hatten versucht, einen Arrest zu erwirken. Der indische Ministerpräsident Narendra Modi geriet im Parlament wegen des Verschwindens Mallyas unter Druck der Oppositionsparteien. Nachdem sein Pass für ungültig erklärt worden war, wurde Mitte April auf Verlangen der Finanzpolizei ein Haftbefehl ausgestellt. Im April 2017 wurde Mallya in Großbritannien vorübergehend festgenommen. Nach Zahlung einer Kaution wurde er später bis zu einer für Juni terminierten Anhörung wieder freigelassen.